# Maximilian Joseph Pergler von Perglas

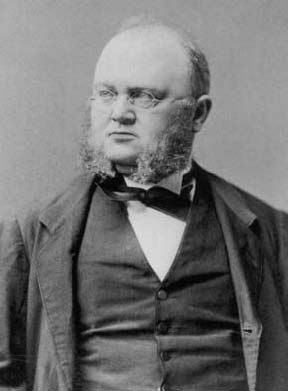
Maximilian Joseph Freiherr Pergler von Perglas

Maximilian Joseph Freiherr Pergler von Perglas (* 20. Mai 1817; † 6. Mai 1893) war ein deutscher Diplomat.

## Laufbahn
Maximilian Joseph Karl Ernst Anton Constantin Freiherr Pergler von Perglas, so sein vollständiger Name, wurde am 14. Mai 1843 zum Legationssekretär bei der bayerischen Gesandtschaft in Berlin ernannt. Berlin sollte zum Mittelpunkt seiner beruflichen Laufbahn werden, die durch die strikte Vertretung bayerischer Interessen im Bundesrat des Zollvereins und im Bundesrat des Kaiserreichs gekennzeichnet war. Vorher bekleidete er noch folgende Posten als königlich bayerischer Diplomat:
- 4. April 1847: Ernennung zum Ministerresidenten in Athen
- 25. Juli 1853: Abberufung auf ausdrücklichen eigenen Wunsch vom Posten in Athen und am 1. August 1853 in Disponibilität versetzt
- 1. Dezember 1854: Ernennung zum Ministerresidenten in Hannover
- 28. Mai 1860: Gesandter und bevollmächtigter Minister in St. Petersburg
- 22. September 1866: Versetzung zur Gesandtschaft in Paris. Hier betraute ihn König Ludwig der II. mit einer, letztlich erfolglosen, Sondermission am Hof des französischen Kaisers Napoleon III., um drohende Gebietsabtretungen Bayerns nach dem verlorenen Deutschen Krieg abzuwenden.
- 5. Dezember 1867: Rückkehr nach Berlin an den preußischen Hof als außerordentlicher Gesandter und bevollmächtigter Minister
- 29. Februar 1868: Ernennung zum bayerischen Bevollmächtigten zum Bundesrat des Deutschen Zollvereins.[1]

## Mitglied des Bundesrates
Von Perglas war als ein Vertreter  Bayerns Mitglied des Bundesrates des Zollvereins und später des Bundesrates des Deutschen Reichs von 1868 bis 1877. Am 14. Juli 1870 wurde ihm der Titel und Rang eines Staatsrates im außerordentlichen Dienst verliehen. Am 31. Juli 1877 wurde er von seinem Posten in Berlin abberufen und am 18. August 1877 mit der Funktion eines Oberstkämmerers und später eines Oberstzeremonienmeisters am bayerischen Hof betraut. Die Versetzung  in den zeitlichen Ruhestand unter Belassung seines Rangs und Titels erfolgte am 1. September 1877 unter Verleihung des Prädikates „Excellenz“.
Von Perglas verstand sich immer in erster Linie als bayerischer Diplomat, auch auf seinem Posten in Berlin konnte er sich mit der preußisch-deutschen Reichseinigung nicht abfinden. Dem Bundesrat innerlich immer fremd geblieben,  so war er doch ein pflichttreuer Beamter und loyaler Vertreter seines Souveräns im Bundesrat und vertrat Bayern bei Abwesenheit des ersten Bevollmächtigten. Die ihm erteilten Instruktionen realisierte er stets gewissenhaft und erwarb sich ein hohes Ansehen unter seinen Kollegen, nicht zuletzt auch als Autorität in Fragen der diplomatischen Form und Etikette.
Sein Verhältnis zu Bismarck war aufgrund seiner Einstellung zur preußischen Vormachtstellung angespannt, obwohl Bismarck sich der Bedeutung Bayerns als „erster Verbündeter“ immer bewusst war und sich um eine Verbesserung des Klimas bemühte. So beauftragte  Bismarck ihn vertretungsweise des Öfteren mit dem Vorsitz im Bundesrat, mehr aus Courtoisie als aus Befähigung.
Eine Anekdote erzählt folgendes: Zur Hochzeitsfeier  des Prinzen Albrecht 1873 wurde Freiherr von Perglas als bayerischer Gesandter von Bismarck  eingeladen, mit ihm und weiteren Mitgliedern des Bundesrates an einem Defilee vor dem Kaiser teilzunehmen. Freiherr von Perglas hielt sich aber unterdessen bei den ausländischen Diplomaten auf, worauf ihn Bismarck auf Französisch anredete. Dem verwunderten von Perglas erwiderte Bismarck ungefähr folgendes: „Da Bayern wieder seine europäische Stellung eingenommen hat, muß ich Sie schon in der in der Diplomatie üblichen Sprache anreden.“

## Familie
Freiherr von Perglas war verheiratet mit Caroline, geborene Freiin von Gise, 1821–1900, der Tochter Friedrich August Freiherrn von Gises, eines seiner Amtsvorgänger als königlich-bayerischer Gesandter in St. Petersburg, der später Minister des königlichen Hauses und des Äußern war. Nach seinem Tod wurde Perglas in der Familiengruft der Freiherren von Gise in Saltendorf an der Naab bestattet.